# Felsenland Sagenweg
Der Felsenland Sagenweg ist ein Premiumwanderweg, der durch die Verbandsgemeinde Dahner Felsenland und teilweise durch französisches Staatsgebiet führt.

## Verlauf
Der Wanderweg beginnt inmitten des Siedlungsgebiets der Stadt Dahn und führt kurze Zeit später über den Vogelsberg und macht dabei einen Abstecher zum Jungfernsprung. Zurück innerhalb der Bebauung kreuzt er die Wieslauterbahn und die Lauter, um nach Norden über die Burg Neudahn und anschließend die Dahner Hütte zu passieren. Danach kehrt er ins Stadtgebiet zurück, um über den Ehrenfriedhof den Hochstein zu erreichen.
Anschließend führt er durch Erfweiler und über den Kahlenberg erreicht er Schindhard. Über Busenberg passiert er die Drachenfelshütte. Danach verläuft er über Erlenbach bei Dahn und die Burg Berwartstein nach Bundenthal und unmittelbar westlich der Gemeinde die Falkenmühle. Über den Gipfel des Mäuerle erreicht er Nothweiler.
Im Anschluss führt er mitten durch das Naturschutzgebiet Zeppelinhalde, passiert die Wegelnburg sowie danach die Grenze zwischen Deutschland und Frankreich. Auf französischer Seite bindet er die Burgen Löwenstein und Fleckenstein ein. Zurück in Deutschland führt er über Hirschthal und Schönau. Er macht danach erneut einen Abstecher nach Frankreich und führt über den Maimont. Via Petersbächel verläuft er entlang des Pfälzerwoog und erreicht schließlich den östlichen Ortsrand von Ludwigswinkel. Danach führt er in einem großen Bogen entlang des Ufers des Mühlweiher, um entlang der Sauer weiter östlich den westlichen und südlichen Ortsrand von Fischbach bei Dahn zu streifen.
Über Rumbach vorbei an der dortigen Christuskirche führt er schließlich nach Bruchweiler-Bärenbach, wo er innerhalb der Bebauung endet.